# Winsen (Aller)
Winsen é um município da Alemanha localizado no distrito de Celle, estado de Baixa Saxônia.